# Les Ancizes-Comps
Les Ancizes-Comps är en kommun i departementet Puy-de-Dôme i regionen Auvergne-Rhône-Alpes i centrala Frankrike. Kommunen ligger i kantonen Manzat som tillhör arrondissementet Riom. År 2022 hade Les Ancizes-Comps 1 714 invånare.

## Befolkningsutveckling
Antalet invånare i kommunen Les Ancizes-Comps
| Referens: INSEE |